# Linaria armeniaca
Linaria armeniaca är en grobladsväxtart som beskrevs av Chav.. Linaria armeniaca ingår i släktet sporrar, och familjen grobladsväxter. Inga underarter finns listade i Catalogue of Life.